# Björn Springfeldt
Björn Eric Springfeldt, född 30 april 1941, är en svensk museiman som var chef för Moderna museet i Stockholm 1989-1996. 
Björn Springfeldt efterträdde 1989 Olle Granath som chef för Moderna museet. Under hans tid projekterades för den nya museibyggnaden på Skeppsholmen och från 1994 och fram till hans avgång ägde verksamheten rum i provisoriska lokaler i Spårvagnshallarna i Vasastan. Han lät som museichef genomföra utställningar med bland andra Per Kirkeby, Lee Jaffe, Kiki Smith, Robert Mapplethorpe och Bill Viola. Den sista utställningen i museets gamla lokaler var en omfattande utställning med den tyske målaren Gerhard Richter. Ett av hans sista arbetsuppdrag var att förhandla med Irving Penn om en donation om hundra fotografier, en donation som också resulterade i en av de sista utställningen på Spårvagnshallarna innan museet under den nya chefen David Elliott, som tillträdde 1996, kunde flytta in i de nya lokalerna.